# 자이스 이콘 테낙스 1

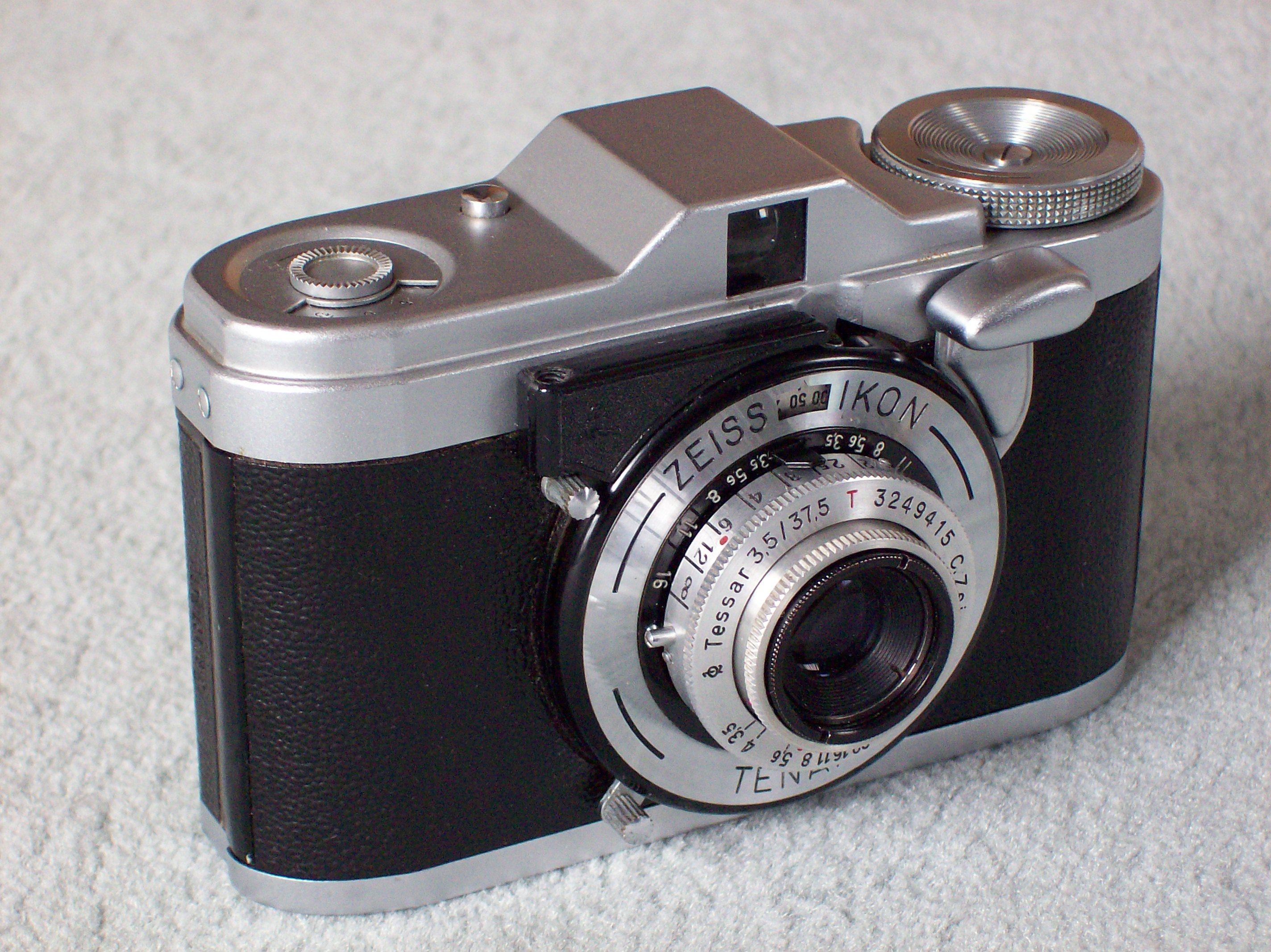

자이스 이콘 테낙스 1(Zeiss Ikon Tenax |)은 독일의 자이스 이콘(Zeiss Ikon AG)에 의해 1939-1941년에 생산된 뷰파인더 35mm 필름 카메라다. 렌즈는 보급형인 노바르 아나스티그마트(Novar anastigmat) f3.5/35 mm와 셔텨는 리프 셔터의 일종인 컴퓨르 셔터(1/300-1초)를 사용했다. 출시기간중 드레스덴 폭격(1945년 2월 13-15일)으로 생산이 중단되어 소량(3만대)이 생산되었다. 이미지는 24* 24mm 로 일반 필름 카메라의 직사각형 사진과 다르게, 35판 필름의 경우 50판의 정사각형 사진이 나온다.